# فرانكي كارول
فرانكي كارول (بالإنجليزية: Frankie Carroll)‏ هو لاعب قذف أيرلندي، ولد في 1971 في Garryspillane ‏ في جمهورية أيرلندا.